# Megaselia miguelensis
Megaselia miguelensis är en tvåvingeart som beskrevs av Ronald Henry Lambert Disney 2007. Megaselia miguelensis ingår i släktet Megaselia och familjen puckelflugor. Inga underarter finns listade i Catalogue of Life.